# TEB BNP Paribas Istanbul Open 2017 - Qualificazioni singolare
Le qualificazioni del singolare del TEB BNP Paribas Istanbul Open 2017 sono state un torneo di tennis preliminare per accedere alla fase finale della manifestazione. I vincitori dell'ultimo turno sono entrati di diritto nel tabellone principale. In caso di ritiro di uno o più giocatori aventi diritto a questi sono subentrati i lucky loser, ossia i giocatori che hanno perso nell'ultimo turno ma che avevano una classifica più alta rispetto agli altri partecipanti che avevano comunque perso nel turno finale.

## Teste di serie
1. Tobias Kamke (primo turno)
2. Mirza Bašić (primo turno)
3. Adrián Menéndez Maceiras (qualificato)
4. Steven Diez (primo turno)

1. Mohamed Safwat (ultimo turno, Lucky loser)
2. Riccardo Bellotti (qualificato)
3. Stefanos Tsitsipas (qualificato)
4. Daniel Brands (qualificato)

## Qualificati
1. Riccardo Bellotti
2. Daniel Brands

1. Adrián Menéndez Maceiras
2. Stefanos Tsitsipas

### Lucky loser
1. Mohamed Safwat

## Tabellone qualificazioni

### Legenda
| - Q = Qualificato - WC = Wild card - LL = Lucky loser | - ALT = Alternate - SE = Special Exempt - PR = Protected Ranking | - w/o = Walkover - r = Ritirato - d = Squalificato |

### Sezione 1
|  | Primo turno | Primo turno       | Primo turno       | Primo turno | Primo turno |  |  | Ultimo turno | Ultimo turno      | Ultimo turno      | Ultimo turno | Ultimo turno |  |
|  |             |                   |                   |             |             |  |  |              |                   |                   |              |              |  |
|  | 1           | Tobias Kamke      | 7                 | 5           | 1           |  |  |              |                   |                   |              |              |  |
|  |             | Laurynas Grigelis | 5                 | 7           | 6           |  |  |              | Laurynas Grigelis | Laurynas Grigelis | 2            | 1            |  |
|  | Alt         | Andrés Molteni    | Andrés Molteni    | 3           | 1           |  |  | 6            | Riccardo Bellotti | Riccardo Bellotti | 6            | 6            |  |
|  | 6           | Riccardo Bellotti | Riccardo Bellotti | 6           | 6           |  |  |              |                   |                   |              |              |  |

### Sezione 2
|  | Primo turno | Primo turno       | Primo turno       | Primo turno | Primo turno |  |  | Ultimo turno | Ultimo turno      | Ultimo turno      | Ultimo turno | Ultimo turno |  |
|  |             |                   |                   |             |             |  |  |              |                   |                   |              |              |  |
|  | 2           | Mirza Bašić       | Mirza Bašić       | 2           | 1           |  |  |              |                   |                   |              |              |  |
|  | WC          | Miomir Kecmanović | Miomir Kecmanović | 6           | 6           |  |  | WC           | Miomir Kecmanović | Miomir Kecmanović | 4            | 4            |  |
|  |             | Pere Riba         | 7                 | 65          | 4           |  |  | 8            | Daniel Brands     | Daniel Brands     | 6            | 6            |  |
|  | 8           | Daniel Brands     | 610               | 7           | 6           |  |  |              |                   |                   |              |              |  |

### Sezione 3
|  | Primo turno | Primo turno              | Primo turno              | Primo turno | Primo turno |  |  | Ultimo turno | Ultimo turno             | Ultimo turno             | Ultimo turno | Ultimo turno |  |
|  |             |                          |                          |             |             |  |  |              |                          |                          |              |              |  |
|  | 3           | Adrián Menéndez Maceiras | Adrián Menéndez Maceiras | 7           | 6           |  |  |              |                          |                          |              |              |  |
|  |             | Marc Sieber              | Marc Sieber              | 5           | 4           |  |  | 3            | Adrián Menéndez Maceiras | Adrián Menéndez Maceiras | 6            | 6            |  |
|  | WC          | Altuğ Çelikbilek         | Altuğ Çelikbilek         | 4           | 2           |  |  | 5            | Mohamed Safwat           | Mohamed Safwat           | 1            | 2            |  |
|  | 5           | Mohamed Safwat           | Mohamed Safwat           | 6           | 6           |  |  |              |                          |                          |              |              |  |

### Sezione 4
|  | Primo turno | Primo turno        | Primo turno        | Primo turno | Primo turno |  |  | Ultimo turno | Ultimo turno       | Ultimo turno       | Ultimo turno | Ultimo turno |  |
|  |             |                    |                    |             |             |  |  |              |                    |                    |              |              |  |
|  | 4           | Steven Diez        | Steven Diez        | 62          | 67          |  |  |              |                    |                    |              |              |  |
|  |             | Aleksej Vatutin    | Aleksej Vatutin    | 7           | 7           |  |  |              | Aleksej Vatutin    | Aleksej Vatutin    | 2            | 6            |  |
|  |             | Alex de Minaur     | Alex de Minaur     | 4           | 2           |  |  | 7            | Stefanos Tsitsipas | Stefanos Tsitsipas | 6            | 7            |  |
|  | 7           | Stefanos Tsitsipas | Stefanos Tsitsipas | 6           | 6           |  |  |              |                    |                    |              |              |  |